# Colaptes rubiginosus
El carpintero olivo, carpintero verdoso o carpintero cariblanco (Colaptes rubiginosus) es una especie (o complejo de subespecies) de ave piciforme que habita desde México hasta Bolivia y el noroeste de Argentina. Desde su descripción, y hasta hace poco tiempo, se había considerado una sola especie con diferentes subespecies y poblaciones clinales a lo largo de su distribución, sin embargo, la reciente investigación genética sugiere que algunas de estas poblaciones/subespecies serían especies en sí, y más cercanas a otros pájaros carpinteros.

## Hábitat
Su hábitat depende de la subespecie que se trate, pero como tal son aves adaptadas a bosques tropicales: selvas húmedas, selvas secas y zonas montañosas tropicales.

## Descripción
Los adultos son principalmente de color dorado oliváceo por encima, con algunas franjas oscuras en la cola. La corona y la nuca son de color rojo carmesí y la frente es negruzca, el pico es de color negro, las mejillas son blancuzcas amarillentas, la garganta es rayada de blanco y negro, y el pecho y el vientre de amarillo y negro. 
Los machos adultos tienen una franja roja como bigote en la parte baja de la cara, la hembra tiene corona negruzca, llegando a ser gris en la parte más alta. Los machos también pueden presentar una raya roja que va de la nuca a la base del pico (según la subespecie), y también puede existir diferencia en tamaño entre sexos, con machos de mayores dimensiones en algunas medidas corporales.
La descripción anterior cambia según la subespecie y poblaciones de que se trate (véase el apartado de taxonomía más abajo), por ejemplo hay linajes que presentan una franja roja de la nuca a la base del pico, como la subespecie yucatanensis o la subespecie nominal rubiginosus. Otras subespecies como chrysogaster presentan una coloración amarillo intenso en el vientre, la subespecie aeruginosus no suele presentar la raya roja que va de la nuca al pico, y en el pecho presenta flechas claras en lugar de rayas horizontales.

### Comportamiento
Duermen solitarios en agujeros de troncos. Generalmente buscan alimento entre la vegetación densa, preferentemente en lo alto, en aglomeraciones de epífitas o en ramas con musgo. Se alimentan principalmente de insectos, especialmente hormigas y escarabajos, y en menor medida de frutas y bayas. Construyen el nido a una altitud de 1,2 a 18 m del suelo. La hembra pone 2 o 4 huevos blancos, los cuales son incubados por ambos padres. Los polluelos son alimentados a veces por regurguitación. Los pichones abandonan el nido a los 21 días de nacidos. Se necesita más investigación sobre su conducta, pues es poco lo que se sabe acerca de su ecología reproductiva y alimentaria.

## Taxonomía y variación geográfica

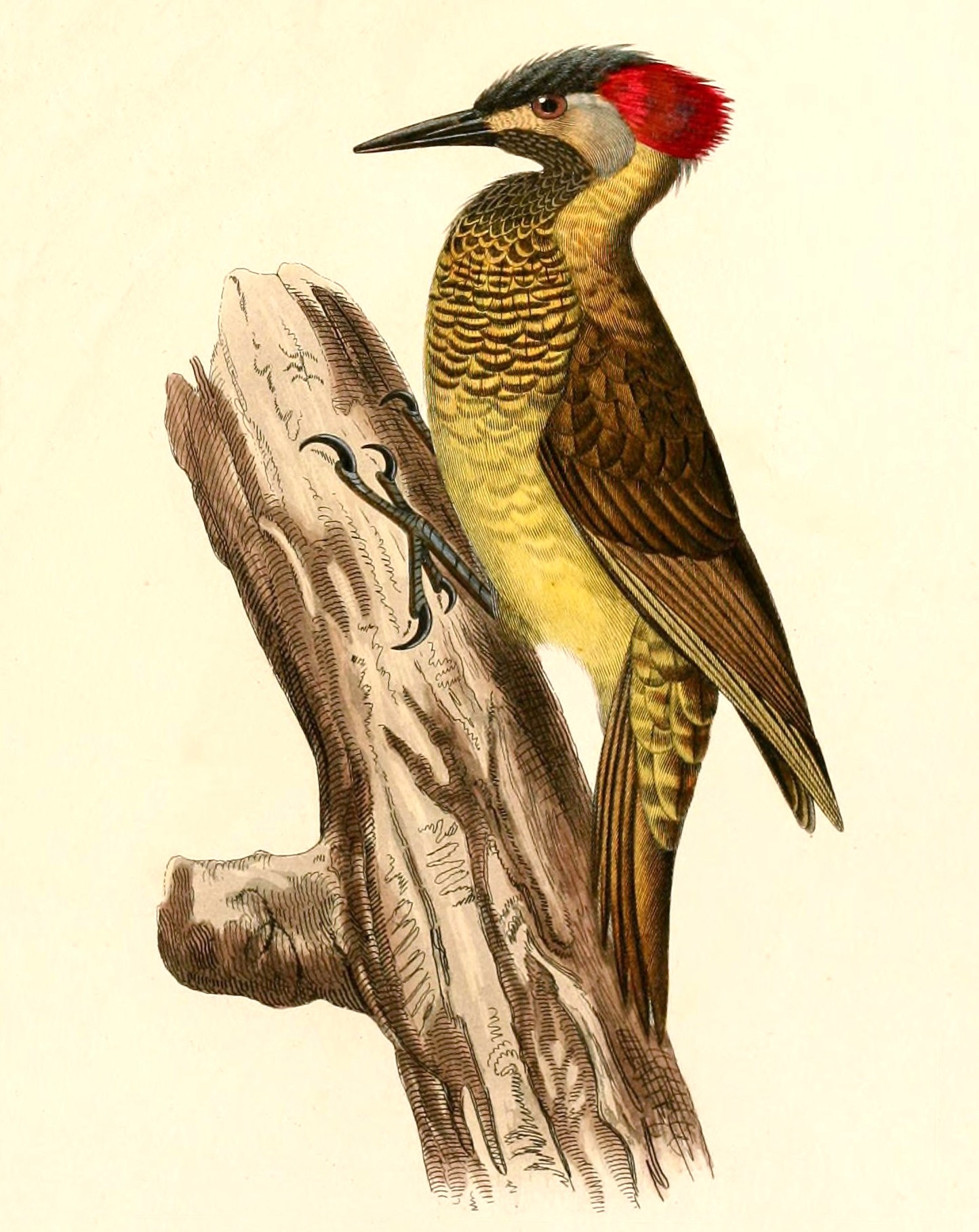
Subespecie Colaptes rubiginosus canipileus (hembra), considerada por algunos autores como una especie independiente (véase el texto). La ilustración se encuentra más estilizada que las aves en vida real.

El carpintero olivo fue descrito por Swainson en 1820 como parte del género Picus. Luego fue considerado dentro del género Piculus, donde se le agrupaba hasta hace poco, pues la investigación genética mostró que sus poblaciones en realidad se hallan dentro del género Colaptes, en el cual se clasifica actualmente. Debido a la dispersión de su hábitat original se han conformado al menos 19 subespecies:
- Colaptes rubiginosus rubiginosus (Swainson, 1820) Subespecie nominal
- Colaptes rubiginosus alleni (Bangs, 1902)
- Colaptes rubiginosus buenavistae (Chapman, 1915)
- Colaptes rubiginosus chrysogaster (Berlepsch & Stolzmann, 1902)
- Colaptes rubiginosus coloratus (Chapman, 1923)
- Colaptes rubiginosus deltanus (Aveledo & Gines, 1953)
- Colaptes rubiginosus guianae (Hellmayr, 1918)
- Colaptes rubiginosus gularis (Hargitt, 1889)
- Colaptes rubiginosus meridensis (Ridgway, 1911)
- Colaptes rubiginosus nigriceps (Blake, 1941)
- Colaptes rubiginosus paraquensis (W.H. Phelps & W.H. Phelps Jr, 1948)
- Colaptes rubiginosus rubripileus (Salvadori & Festa) 1900)
- Colaptes rubiginosus tobagensis (Ridgway, 1911)
- Colaptes rubiginosus trinitatis (Ridgway, 1911)
- Colaptes rubiginosus tucumanus (Cabanis, 1883)
- Colaptes rubiginosus viridissimus Chapman, 1939

Es posible que más de una subespecie sea en realidad una especie independiente y emparentada con otras especies del género Colaptes. Investigaciones genéticas hechas por el equipo de William S. Moore demostraron que las subespecies yucatanensis y aeruginosus son hermanos de la especie Colaptes auricularis antes que de Colaptes rubiginosus, el cual es especie hermana de Colaptes atricollis; éstos datos, junto a investigaciones hechas por Matthew J. Dufort entre 2015 y 2016, también sirvieron para proponer a la subespecie canipileus como un linaje independiente. Es necesaria más investigación para esclarecer las relaciones de parentesco entre las poblaciones consideradas subespecies de Colaptes rubiginosus.

### Linajes independientes según otros autores
La siguiente lista se basa en las propuestas hechas por la biología molecular, siguiendo la interpretación de Matthey Dufort. El mismo autor considera que aeruginosus debería ser una subespecie de yucatanenesis, cabe mencionar que C. aeruginosus es considerado ya una especie por diferentes autoridades taxonómicas:
- Colaptes [rubiginosus] canipileus (Orbigny, 1840)
- Colaptes [rubiginosus] yucatanensis (Cabot, 1844)
- Colaptes [rubiginosus] aeruginosus (Malherbe, 1862)

### Variación clinal
Existen en la literatura científica otras subespecies propuestas, hoy consideradas como poblaciones clinales de otras subespecies, antes que subespecies individuales:
- maximus (restringidos a la Sierra de Chiapas, en México y Guatemala)
- differens (de la vertiente del pacífico en Guatemala)
- uropygialis (montañas de Costa Rica y al oeste de Panamá)
- pacificus (oeste de los Andes en Colombia)
- michaelis (sudéste de Nariño)
- palmitae (al noreste de la vertiente oeste de los Andes en Colombia)
- nuchalis (vertiente este de los Andes de Colombia, cerca de la frontera con Ecuador)